# 南泉乡 (应县)
南泉乡，是中华人民共和国山西省朔州市应县下辖的一个乡镇级行政单位。
1960年，置南泉乡。文化大革命时，改为南泉人民公社。1984年，复为南泉乡。2000年时，应县撤并乡镇，划入梨树坪乡东部的十个行政村。当时辖有27个行政村，53个自然村，总人口14667人。

## 行政区划
南泉乡下辖以下地区：
南泉村、钗里村、周家地村、下贾庄村、西窑村、东贾庄村、西贾庄村、瓦窑沟村、窨子沟村、品泉沟村、小山门村、小峪村、南上寨村、茹越口村、教场村、观口前村、清凉庄村、箭杆村、土巷村、窝卜沟村、书堂崖村、梨树坪村、东楼固村和石栈村。